# Aeols-Töne
Aeols-Töne, op. 68, är en vals av Johann Strauss den yngre. Den spelades första gången den 17 september 1849.

## Historia
Johann Strauss den yngre skrev valsen för att fira den 83-årige fältmarskalken Josef Radetzky, som precis hade återkommit efter fältslag i Italien. Den gamle överbefälhavaren skulle firas med en helafton i Wasserglacis den 12 september men ogynnsamt väder gjorde att evenemanget sköts upp till den 17 september. 
Kompositören Ralph Benatzky använde sig av valsen i sin operett Casanova, där även valsen ur Strauss-operetten Blindekuh var inarbetad i Chor der Nonnen und Lauras Gesang.

## Om valsen
Aeols eller Aiolos var i den grekiska mytologin vindarnas gud och bodde på de Eoliska öarna. Aiolos gav även namn åt Eolsharpan som pryder försättsbladet till det första klaverutdraget av Aeols-Töne. Detta antika instrument fungerar så att vinden sätter strängarna i rörelse. Strauss illustrerade detta i slutet av valsens inledning och i början av själva valsen, liksom i slutcodan. Vinden däremot hörs klart i första delen av inledningen.
Speltiden är ca 8 minuter och 37 sekunder plus minus några sekunder beroende på dirigentens musikaliska tolkning.

## Weblänkar
- Dynastin Strauss 1849 med kommentarer om Aeols-Töne.
- Aeols-Töne i Naxos-utgåvan.